# Phyllachoraceae
Phyllachoraceae Theiss. & P. Syd. – rodzina grzybów z klasy Sordariomycetes.

## Charakterystyka
Są szeroko rozprzestrzenione i występują w różnych strefach klimatycznych. Liczne gatunki są pasożytami roślin porażającymi ich liście i pędy.
Owocniki typu perytecjum powstają zazwyczaj w skupiskach w pseudostromie zanurzonej w tkance rośliny. W ujściu owocników znajdują się peryfizy. Ściany perytecjów zbudowane z cienkościennych, hialinowych lub brunatnych, zbitych strzępek. Worki cylindryczne lub maczugowate, cienkościenne, zazwyczaj z niewielkim, nieamyloidalnym aparatem apikalnym. Wstawki przeważnie cienkościenne, dość szerokie i zazwyczaj zanikające w trakcie dojrzewania owocników. Askospory przeważnie nieseptowane, szkliste, cienkościenne, gładkie, o kształcie mniej więcej elipsoidalnym, ale często niesymetryczne. W worku czasami ułożone są w dwóch rzędach. Niektóre anamorfy wytwarzają zarodniki konidialne i spermacja. Dokonują one infekcji wtórnych.
Należące do tej rodziny gatunki wywołują m.in. takie grzybowe choroby roślin jak: czarna plamistość liści traw i czerwona plamistość liści śliwy.

## Systematyka
Pozycja w klasyfikacji według Index Fungorum: Phyllachoraceae, Phyllachorales, Sordariomycetidae, Sordariomycetes, Pezizomycotina, Ascomycota, Fungi.
Taxon ten do systematyki grzybów wprowadzili w 1915 r. Ferdinand Theissen i Hans Sydow. Według aktualizowanej klasyfikacji Index Fungorum bazującej na Dictionary of the Fungi do rodziny Phyllachoraceae należą bardzo liczne rodzaje. Do rodzajów o większym znaczeniu w praktyce rolniczej należą:
- Phyllachora Nitschke ex Fuckel 1870
- Polystigma DC. 1815